# Vladimir Korun
Vladimir Korun, slovenski pravnik in politik, * 16. marec 1940.
Med letoma 1997 in 2002 je bil član Državnega sveta Republike Slovenije.